# Sprimont
Sprimont là một đô thị của Bỉ. Đô thị này nằm trong vùng Wallonie và tỉnh Liege. Tại thời điểm ngày 1 tháng 1 năm 2006, Sprimont có tổng dân số 12.782 người. Tổng diện tích là 74,28 km² với mật độ dân số 172 người trên mỗi km².